# Споменик кнезу Михаилу
Споменик кнезу Михаилу у Београду, који се налази на Тргу републике, подигнут је 1882. године, чини га коњаничка фигура владара и посвећен је кнезу Михаилу Обреновићу. Аутор споменика је италијански скулптор Енрико Паци, док су рељефи на споменику рађени су према цртежима архитекте Константина Јовановића. Споменик представља непокретно културно добро као споменик културе од великог значаја.

## Кнез Михаило Обреновић
Кнез Михаило Обреновић (1823.-1868) је био кнез Србије од 1839. до 1842. и од 1860. до 1868. године. Први пут је на кнежевски престо ступио после смрти старијег брата Милана I Обреновића и владао до 1842. године, када је свргнут у буни коју је предводио Тома Вучић-Перишић.
Кнез Михаило је дошао по други пут на престо после смрти свога оца, кнеза Милоша, 1860. године. Владао је осам година као просвећени апсолутиста, унапредивши Србију, склапајући уговоре са суседним земљама за заједничке акције на Балкану. За време друге владавине Турска власт је иселила посаде и предала последње градове Београд, Шабац, Смедерево, Соко, Ужице и Кладово на управљање Србији 1867. године. Власт Кнеза Михаила Обреновића је прекинута атентатом у Кошутњаку 1868. године.

## Историјат

### Међународни конкурс
Током друге половине 19. века, у Београду се подижу јавни споменици који представљају угледне личности из културног и политичког живота Србије. Тако је одлучено да се након више полемика и конкурса подигне споменик кнезу Михаилу Обреновићу, који би био постављен на тадашњем Позоришном тргу испред Народног позоришта. Поводом ове одлуке објављен је међународни конкурс 1873. године. На конкурсу је пристигло 17 радова, углавном страних уметника.
За аутора је изабран италијански вајар Енрико Паци (Enrico Pazzi). Овај италијански вајар је рођен у Фиренци 1819. године. Био је ученик чувених вајара Сартија и Ђованија Дипреа. Представник је италијанског веризма. Његов уметнички правац налаже да се прикаже живот онакав какав јесте, са својим лепим и ружним странама. Паци се прославио спомеником италијанском писцу Дантеу. Споменик Дантеу подигнут је 1865. године испред фирентинске цркве Санта Кроче (Santa Croce). Предлог италијанског уметника је представљао новину у српској средини, због приказа владара на коњу. Рад на овом споменику је започет 1874. године, а наставља се 1878. године, када Србија стиче државну независност. У то време подизање оваквог споменика победи и ослобођењу поново постаје актуелна тема. Споменик кнезу Михаилу рађен је у духу класичних италијанских представа владара на коњу, које су имале узор у античкој уметности и представља први је монументални коњанички споменик у Србији.

### Израда и поставка споменика
Као модел за фигуру коња којег јаше кнез Михаило Обреновић, послужио је коњ Вранац, којег је кнез добио враћајући се са свадбеног путовања из Румуније 1867. године. Кнез Михаило и Јулија Хуњади, застали су у селу Башахид, (данас Башаид), где је Димитрије Биримац, тадашњи бележник у селу, поклонио најлепшег пастува новопеченом пару.
Споменик је одливен у Минхену 1879. године у радионици Фердинанда фон Милера (Ferdinand von Mueller). Нацрте за постамент је урадио српски архитекта Константин Јовановић. Свечано откривање споменика уприличено је 6. (18.) децембра 1882. године, на Светог Николу, Крсну славу Обреновића. У то време коњаник без капе је био необична појава, па је то јавност запазила. Откривања споменика је представљало велики спектакл, поводом проглашења Краљевине Србије. Постављене су трибине и сценске кулисе украшене цвећем, хералдичким штитовима са двоглавим белим орловима, заставама и зеленилом. Тог дана је Енрико Паци примио Орден витеза таковског реда другог степена, као аутор најзначајнијег српског споменика XIX века. Свечаности су присуствовали највиши представници државе и цркве, као и војске, уз велику подршку и присуство народа.
Споменик је изведен у бронзи и састоји се из три дела: постамента, пиједестала и коњаничке статуе. Бронзана фигура кнеза на коњу, ослободиоца Србије од Турака, чија испружена рука показује на још неослобођене крајеве. Пиједестал је овалног типа са рељефним фризом. Представе предњег и задњег фриза су преузете из круга династичке митологије која велича древност и херојство српског народа и њихову обнову под Обреновићима. Пиједестал је постављен на други носећи постамент, обложен мермерним плочама и профилисаним блоковима, са украсима ливеним у бронзи и бронзаним плочама са именима ослобођених градова 1867. године Београд, Смедерево, Кладово, Соко, Ужице и Шабац. На задњој, северној страни исписан је текст: "Књазу Михаилу М. Обреновићу III. благородна Србија".

### Место изградње
Споменик је постављен на Тргу Републике (некад Позоришни трг) у Београду, испред зграде Народног Музеја и у непосредној близини Народног позоришта. За време XIX века тргови у Београду и унутрашњости били су места где су се одвијале разне парадне манифестације и церемонијалне прославе владара из династије Обреновић. Јавност централног градског трга, усклађеног са естетским начелима формирања и уређења јавних градских простора, дефинише га као политичко-естетски фокус града. У симболичној топографији града важно место имају јавни споменици, који су у симбиози са тргом, као манифестационом позорницом, исказивали моћ двора и владајуће класе.
Овај београдски трг за неколико деценија касније добија још једну импозантну грађевину, зграду Управе фондова. Постављањем споменика владара у центар градског простора, трг добија идеолошки значај, постаје иконолошко поље и својеврсна бина формирана према принципима архитектуре тадашњих европских градова барокног стилског концепта и урбанизма. Тако главни трг постаје репрезент града, државе и самог двора, односно нових политичких и културних промена, и на њему се одигравају приватна и јавна репрезентација владајуће династије.
Због својих значајних историјских и уметничких вредности, Споменик кнезу Михаилу утврђен је за културно добро од великог значаја (Одлука о утврђивању, Сл. гласник СРС, бр. 14/79).
Конзерваторски радови на споменику изведени су 1986. године, чишћење 1995. године. Обнова споменика била је 2020. године.